# Ache (Saar)
Die Ache (frz. Ruisseau d’Achen), auch Wolferbach genannt, ist ein rechtsseitiger Zufluss am Lauf der Saar. Sie ist etwa 15,4 km lang und hat Anteil an der Entwässerung des westlichen Pays de Bitche.

## Geographie

### Verlauf
Die Quelle der Ache liegt auf 356 m Höhe in der Gemarkung von Gros-Réderching. An zahlreichen Mühlen vorbei fließt der Bach hauptsächlich in südwestlicher und dann westlicher Richtung bis zu dem Kalhausener Ortsteil Weidesheim und mündet dort in die Saar. Unterwegs passiert er den wohl namensgebenden Ort Achen, wo von links der Singlinger Bach einmündet.

### Zuflüsse
Von der Quelle zur Mündung:
- Wolferbach (links)
- Sattelbach (rechts), 3,4 km
- Singlingerbach (links)
- Ruisseau d'Etting (links)

## Fauna
Die Ache gilt als gutes Fischwasser, so sollen neben diversen Weißfischarten Döbel, Hecht, Barscharten und Forellen vorkommen.